# Diederik von der Recke (1410-1467)

Wapen von der Recke von Volmenstein

Diederik VII von der Recke (1410-1467), heer van Heessen, Steinfurt en Volmestein, was een zoon van Godhard II von der Recke heer van Heeren, Volmestein, Heessen, Steinfurt en Stockhausen (1370-1430) en Agnes / Neyse van Volmestein (1387-1439).
Diederik stamde uit de tak Haus Heeren van het geslacht von der Recke dat tot de Westfaalse Uradel behoort. In de graafschap Volmestein bezat hij in 1436 ca. 160 lenen. De graafschap Volmarstein/Volmestein grensde aan Graafschap Limburg, nabij de rijksheerlijkheid Gemen, de geboortegrond van zijn schoonmoeder.
Na hem woonden tien generaties lang de von der Reckes op het adellijke bezit slot Heessen. Met het overlijden in 1745 van Adolf von der Recke vielen de goederen aan zijn zuster Anna Elisabeth. Doordat haar huwelijk met Frans Arnold von der Recke, uit de tak Steinfurt kinderloos bleef kwamen na diens overlijden in 1762 alle goederen, op Heessen na, aan de heren van Landsberg. Heessen zelf kwam aan Frederik Joseph von Boeselager heer van Boeselager zu Nehlen en Höllinghofen. Hij was een kleinzoon van Anna's tante Johanna Rosina von der Recke.
De protestantse kant van de familie von der Recke was het met de verdeling van de goederen niet eens en vochten de erfenis aan. Zij werden hierbij vertegenwoordigd door Eberhard Friedrich von der Recke-Stockhausen, sinds 1784 minister van justitie van Pruisen. De processen duurden tot 1806. In dat jaar besliste Frederik Willem III van Pruisen dat de goederen aan de familie von der Recke teruggeven moesten worden.
Von der Recke trouwde in 1440 met Frederunde Kettler (1405-1448). Zij was een dochter van Cordt Ketteler zu Assen heer van Melrich en Assen, burgmann te Hovestadt en drost van Hamm (1372-1446) en Elisabeth van Gemen-Pröbsting.
- Diederik VIII von der Recke (1441-1490). Hij werd de stamvader van de tak Steinfurt.
- Godhard III von der Recke, ook genoemd Gert von der Recke, (1443-1495) heer van Heessen. Deze tak sterft uit in 1745. Heessen komt door het huwelijk van Anna Elisabeth von der Recke (1710-1775) in 1747 aan Franz Arnold von der Recke heer van Steinfurt.
- Margaretha von der Recke (1450-). Zij trouwde in 1468 met Lubbert von Wendt heer van Crassenstein, vermeld 1438-1504. Hij was een zoon van Lubbert van Wendt en Ermgard Bock van Palsterkamp.

Wapen Kettler / von Ketteler
Wapen von Gemen
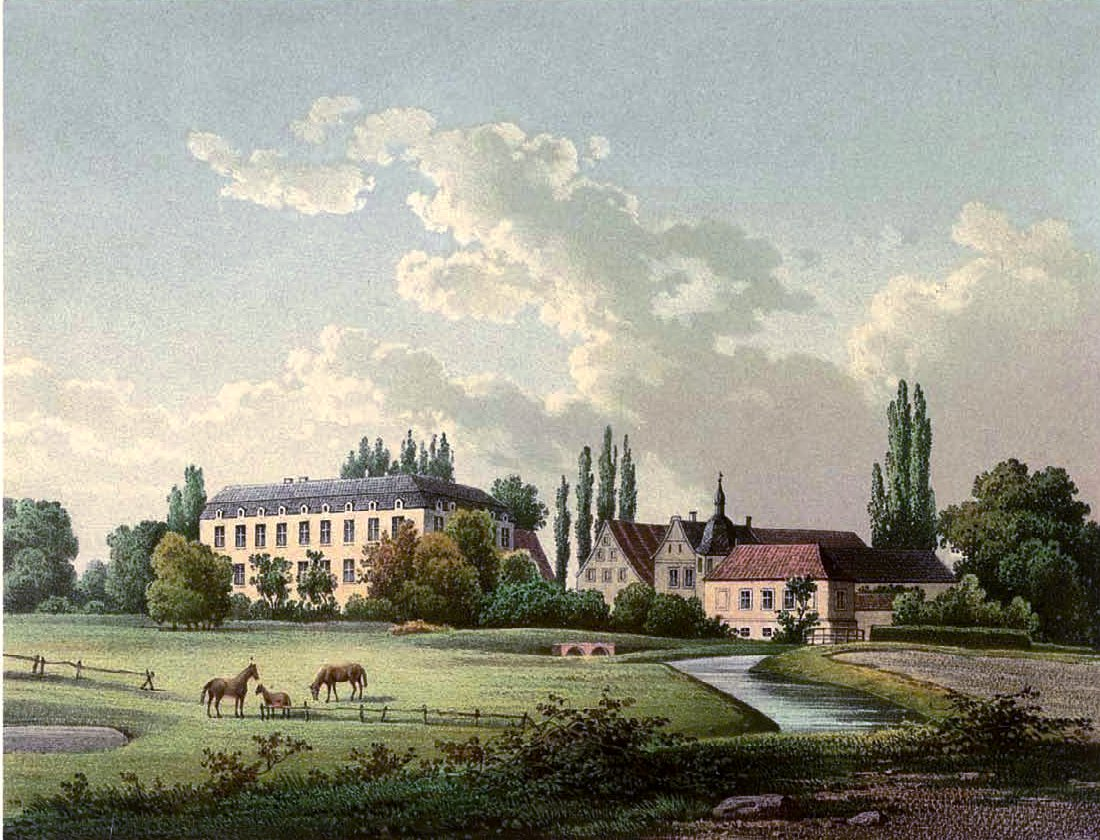
Slot Heessen
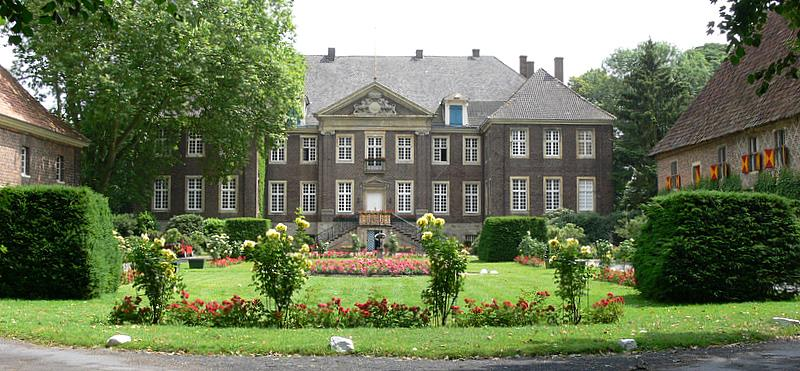
Haus Steinfurt
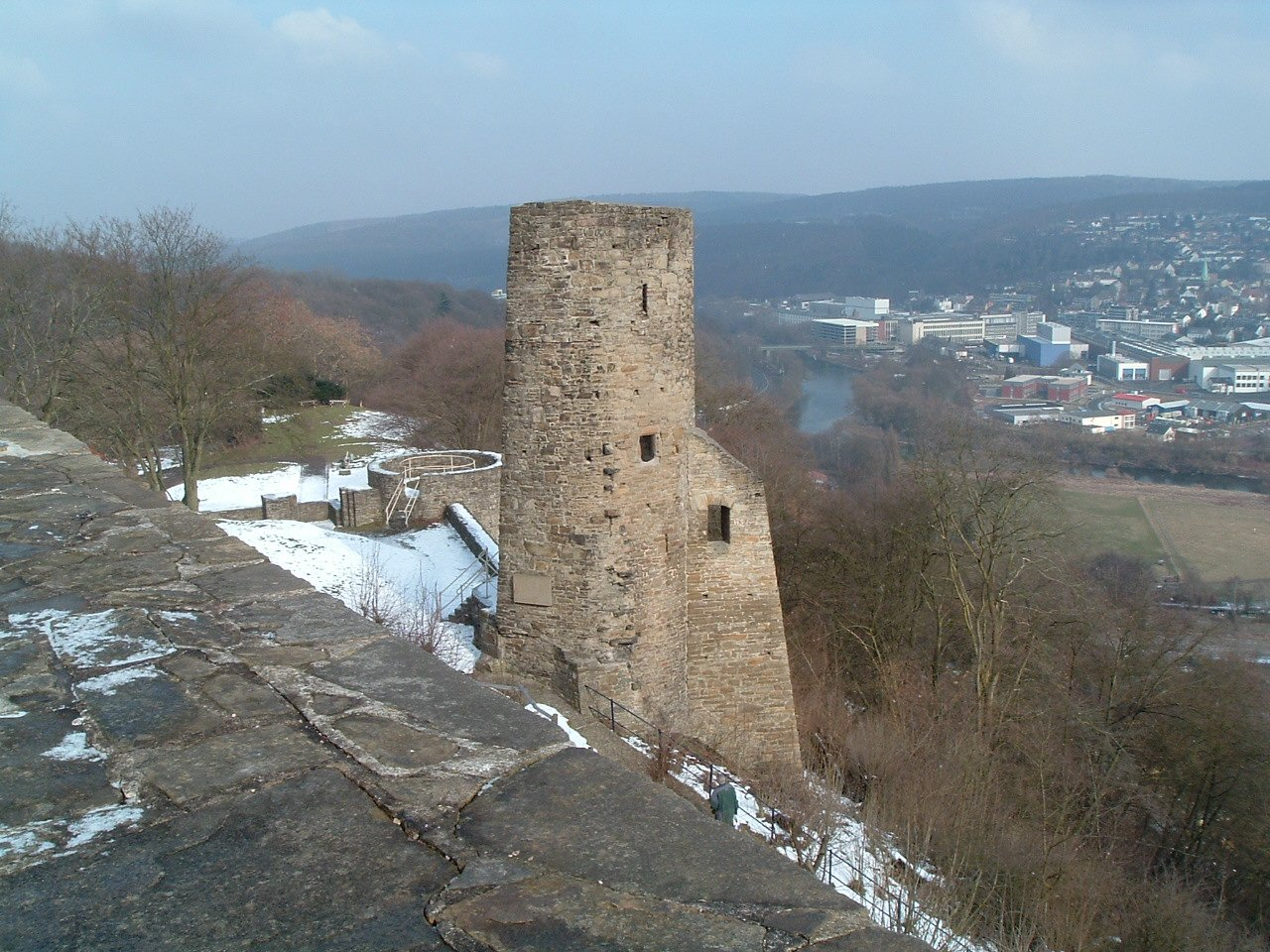
Ruïne van de Burg Volmestein